# Johan de Witt Jr.

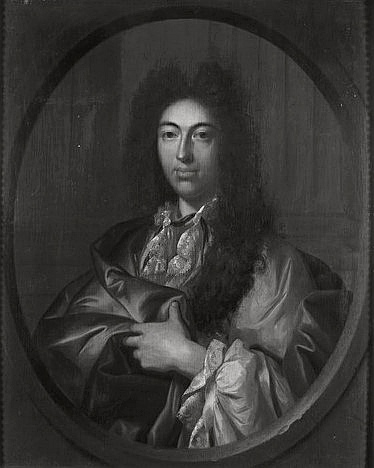
João de Witt

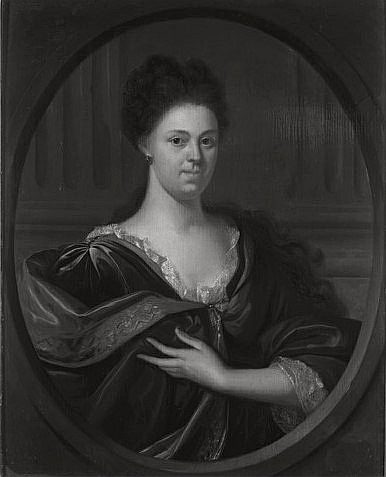
Guilhermina de Witt

Johan de Witt Jr. (27 de maio de 1662, em Haia - 24 de janeiro de 1701, em Dordrecht ) foi um político, estudioso e coletor holandês.

## Biografia
Johan Jr. era filho de Johan de Witt e sua esposa Wendela Bicker (1635–1668). Tendo feito parte da antiga família patrícia holandesa De Witt, De Witt assumiu o cargo de secretário da cidade de Dordrecht. Após a morte precoce de sua mãe, seus parentes, Gerard Bicker (I) van Swieten e Catherine van Sijpesteijn, que moravam na mesma casa, também cuidaram de seus sobrinhos e sobrinhas. Seus outros dois tios, Jean Deutz e Pieter de Graeff, tornaram-se tutores e foram responsáveis pela administração do patrimônio materno.
Em Rampjaar 1672, após o assassinato de seu pai, De Graeff tornou-se o guardião de Johann e seus irmãos. Johan de Witt Jr. mais tarde tornou-se o superintendente do orfanato em Dordrecht (1684-1685). Depois disso, tornou-se secretário (1688-1701) e membro do Colégio dos Quarenta (1695) de Dordrecht.
Johan de Witt casou-se com sua prima Wilhelmina de Witt (1671–1701), filha de seu tio Cornelis de Witt (1623–1672) e Maria van Berckel (1632–1706). O casal tem dois filhos:
- Johan (1694–1751), que herdou as propriedades de seu pai e as vendeu em 1723 para Jan Hendrik Strick van Linschoten.
- Cornelis de Witt (1696–1769), Burgomestre de Dordrecht e vrijheer de Jaarsveld.

Johan de Witt possuía uma extensa biblioteca, composta por livros que anteriormente pertenceram a seu pai, bem como acréscimos de sua autoria.
1. ↑  Yme Berend Kuiper, Ben Olde Meierink, L.H.M. Olde Meierink, Elyze Storms-Smeets, Buitenplaatsen in de Gouden Eeuw: De rijkdom van het buitenleven in de Republiek, Uitgeverij Verloren, 2015, pg 78
2. ↑  Greets genealogie. Gezinskaart van Gerard Bicker van Swieten (1632-1716)
3. ↑  www.johandewitt.nl "De verkoop van een aantal van Wendela’s juwelen door Jacoba Bicker", Gepubliceerd op 24 oktober 2020 door Saskia Kuus
4. ↑  Pieter de Graeff, Digitale Bibliotheek voor de Nederlandse Letteren
5. ↑  H. W. de Kooker, Bert van Selm, Boekcultuur in de Lage Landen, 1500-1800: bibliografie van publikaties over particulier boekenbezit in Noord- en Zuid-Nederland, verschene voor 1991, HES, 1993